# Montrichard
Montrichard är en kommun i departementet Loir-et-Cher i regionen Centre-Val de Loire i de centrala delarna av Frankrike. Kommunen ligger i kantonen Montrichard som tillhör arrondissementet Blois. År 2018 hade Montrichard 3 145 invånare.

## Befolkningsutveckling
Antalet invånare i kommunen Montrichard
| Referens: INSEE |